# Symmachia
Symmachia es un género de mariposas de la familia Riodinidae.

## Descripción
La especie tipo es Symmachia probetrix Hübner, 1819, según designación posterior realizada por Scudder en 1875.

## Diversidad
Existen 54 especies reconocidas en el género, 51 de ellas tienen distribución neotropical.

## Plantas hospederas
Las especies del género Symmachia se alimentan de plantas de las familias Melastomataceae, Ulmaceae, Malvaceae, Fabaceae, Myrtaceae, Clethraceae. Las plantas hospederas reportadas incluyen los géneros Miconia, Trema, Ochroma, Inga, Conostegia, Calyptranthes, Myrcia, Clethra.